# Vinanivao
Vinanivao est une commune rurale malgache, située dans l'extrême pointe sud de la région de Sava.

## Géographie
Vinanivao est située sur la pointe sud de la région de Sava, majoritairement peuplée par l'ethnie Betsimisaraka.

## Démographie
Cette ville comportait 14.906 habitants en 2001.